# Derp (ハッカー集団)
Austin Thompsonは、DerpTrollingとして2011年から2014年に活動したハッカーである。。ほとんどはTwitterで、さまざまな高トラフィックのウェブサイトに対する DDoS攻撃攻撃を掛けた。2013年12月、人気のあるライブ配信者、PhantomL0rdを荒らそうとしてLeague of Legendsなどの大規模なゲームサイトをダウンさせた。彼に対する世間の声は、動機が不明瞭であるため概して否定的である。
2018年にハッキングの罪を認め連邦刑務所で27ヶ月の刑を言い渡され、さらに9万5000ドルの賠償金が命じられた。

## 攻撃
活動初期の頃、DerpはTwitterアカウント"DerpTrolling"を使用して、人気ゲームウェブサイトLeague of Legendsをダウンさせるつもりの内容を数回つぶやいたが、最初の攻撃はen:Quake Liveに対してであった。数時間後、リーグ・オブ・レジェンドのサーバ地域である（北米、ヨーロッパ、オセアニア）の多くとウェブサイトとインターネットフォーラムが稼働停止になった。サーバをダウンさせるため、ライアットゲームズのインターネットサービスプロバイダーであるen:Internapに間接的な攻撃をした。また、ストリーミングウェブサイトTwitchでPhantomL0rdという名前で知られる人気のライブ動画配信サービスのユーザーがターゲットであったことを明かした。彼がリーグ・オブ・レジェンドや ブリザード・エンターテイメントのBattle.netなど、PhantomL0rdに関連した多くの有名なゲームサイトで、分散型サービス拒否攻撃を使用してトラフィックを氾濫させる計画を立てていたとRedditはまとめた。ジ・エスケイピストによれば、また、PhantomL0rdがゲームに負けた場合Dota 2をダウンさせると脅迫し、彼はそれを実行した。しかし、クラッシュしたのPhantoml0rdのゲームだけで、DoTA 2は正常に作動していた。
PhantomL0rdがこれらのサイトを攻撃する理由を尋ねたところ、彼は「笑いのため」（被害にあった物を嘲笑するlulzの意味）と答え、また「金に飢えた企業」に対する嫌悪も理由としてあると述べた。また、PhantomL0rdを説得してClub Penguinをプレイさせ、同時にエレクトロニック・アーツのサイトEA.comもダウンさせた。 PhantomL0rdの個人情報は攻撃中に漏洩され、複数のゲームサイトに公開された。まさに晒し行為である。そのため、PhantomL0rdの家には、偽のピザの注文が多数届き、人質事件の通報を受けた警察が家の捜索した。PhantomL0rd少なくとも6人の警官が家で捜索し、後に偽の通報だったことに気が付いた。ハッカーグループはさらに、World of Tanks、朝鮮民主主義人民共和国のニュースネットワーク朝鮮中央通信、RuneScape、EVE ONLINE、ウエストボロ・バプティスト教会のウェブサイト、Minecraftのウェブサイトとサーバなど、他のいくつかのインターネットゲームとウェブサイトも攻撃したと主張した。翌日にライアットゲームズは声明を発表し、League of Legendsのサービスがハッカーによって攻撃されたことを確認した。しかしハッカーはサービスをオンラインに戻した。

## 余波と反応
ニュースサイトLatinoPostによれば、いわゆるハクティビスト集団とは異なり、軽薄で単純に注目されたい者であると批判した。科学技術サイトのen:VentureBeatはPhantomL0rdの配信が依然として10万人以上の視聴者がおり、「配信者のトラフィックは良好状態を維持しています」と指摘した。PlayStation LifeStyleは、PlayStation Networkの現在の問題は、ハッカーがネットワークに与えた影響や損害というより、「PS4の新規所有者の流入、休日のオンラインの増加が関係している」と述べた。人気のあるゲームニュースサイトのゲーム・インフォーマーの編集者であるマイク・フッターも、何度も警告を受けていたにもかかわらずすぐに配信を停止しなかったTwitchとPhantomL0rdを批判し、これは共犯者を演じているに等しいと言及した。配信者のJames Vargaは単にビジネスを維持しようとしただけで、従わなければDerpTrollingは別の配信者をターゲットにしただろうとした。